# João Gabriel Vasconcellos
João Gabriel Vasconcellos (Rio de Janeiro, 31 de julho de 1986) é um ator, diretor e empresário brasileiro.

## Biografia
Ator formado no Tablado e na Casa das Artes de Laranjeiras - CAL, cineasta pela Academia Internacional de Cinema e bacharel em dramaturgia pela Universidade Federal do Rio de Janeiro.
Estreou nos cinemas, protagonizando o filme Do Começo ao Fim, dirigido por Aluizio Abranches, atuando como Francisco, homem que tem um relacionamento homossexual com seu meio-irmão.. Protagonizou também As Horas Vulgares, onde atua como Lauro, um pintor que se suicida após uma crise existencial e participou (coadjuvante) dos longas O Duelo e Bem Casados
Enquanto cursava a Oficina de Atores da Globo, foi contratado para ser apresentador do programa Vai e Vem, do GNT. Atuou ainda nas séries Dilemas de Irene, do mesmo canal, Os Figuras e Acredita na Peruca, ambos do Multishow, O Negócio produzida pela HBO Brasil, Se Eu Fosse Você da Fox e (Des)encontros, da Sony.
Já em telenovelas, foi um dos antagonistas no remake de Chiquititas, novela exibida pelo SBT.
Apesar do reconhecimento por seu trabalho audiovisual, João Gabriel começou sua carreira no teatro, onde participou de mais de dez produções profissionais. Tendo trabalhado ao lado de Renato Aragão, Luis Fernando Guimarães, Lavínia Pannunzio, João Fonseca, Charles Möeller, Cláudio Botelho, Bia Lessa, dentre outros.

## Vida pessoal
João foi nadador e modelo, tendo inclusive se mudado para Milão aos dezoito anos para seguir esta última profissão. Além de participar de diversos editoriais e campanhas publicitárias, desfilou para grifes como Diesel e Armani.
Namorou por três anos, a atriz e apresentadora Tammy Di Calafiori. A relação terminou em 2011.
Em 2015 casou-se com a modelo Jessica Aronis. Após o fim da relação, que durou seis anos, Jessica insinuou que havia vivido um relacionamento abusivo com o ator.
No entanto, todas acusações foram julgadas improcedentes nas ações movidas judicialmente.
Entre 2018 e 2019, namorou com a apresentadora Maria Eugênia Suconic.

## Filmografia

### Televisão
| Ano     | Título             | Personagem       | Notas                    |
| ------- | ------------------ | ---------------- | ------------------------ |
| 2010    | Vai e Vem          | Apresentador     |                          |
| 2010    | Passione           | Amante de Stela  | Episódio: "14 de agosto" |
| 2011    | Dilemas de Irene   | Doutor Shorn     |                          |
| 2012    | Os Figuras         | Lucas            |                          |
| 2013–14 | Se Eu Fosse Você   | Marquinhos       |                          |
| 2013–15 | Chiquititas        | Armando Ferreira |                          |
| 2013–18 | O Negócio          | Augusto          |                          |
| 2015    | Acredita na Peruca | Carlão           |                          |
| 2018    | (Des)encontros     | Tom              | Episódio: "Tom e Elisa"  |

### Cinema
| Ano  | Título            | Personagem    | Notas                     |
| ---- | ----------------- | ------------- | ------------------------- |
| 2009 | Do Começo ao Fim  | Francisco     | [ 3 ]                     |
| 2011 | As Horas Vulgares | Lauro         | [ 4 ]                     |
| 2015 | O Duelo           | Tenente Mário | [ 5 ]                     |
| 2015 | Antes             | —             | Como diretor e roteirista |
| 2015 | Bem Casados       | Jaquinho      | [ 5 ]                     |
| 2016 | O que é o Amor?   | Marcos        |                           |
| 2017 | Orodetolo         | —             | Como diretor e roteirista |

### Teatro
| Ano     | Título                      | Direção                           |
| ------- | --------------------------- | --------------------------------- |
| 2008    | Exercicio n2: Formas Breves | Bia Lessa                         |
| 2009    | Alvodoamor                  | João Fonseca e Vinicius Arneiro   |
| 2010–13 | R&J de Shakespeare          | João Fonseca                      |
| 2014    | Covil da Beleza             | Lavínia Pannunzio                 |
| 2015    | Saltimbancos Trapalhões     | Charles Möeller e Cláudio Botelho |